# Významné tajemství
Významné tajemství (v italském originále Un segreto d’importanza) je jednoaktová opera buffa soudobého italského skladatele Sergia Rendineho.

## Z inscenační historie
Opera měla svoji premiéru 6. března 1992 v Monte Carlu. V roce 2015 ji v rámci inscenace Mozart a smrt uvedlo plzeňské Divadlo Josefa Kajetána Tyla

## Charakteristika díla
Harmonie opery je stavěná  ekleticky a konformně. Rendine se vyžívá v citacích, reminiscencích nebo alespoň rezonancích slavných děl Mozarta a Rossiniho. Dostává se až k jakési revuální i muzikálové charakteristice.

## Stručný děj opery
Za Mozartem přichází neznámý návštěvník a nabízí mu, že když bude psát opery pod jeho jménem, zaplatí za něj všechny dluhy. Brzy se ukáže, že oním tajemným mužen není nikdo jiný než Gioacchino Rossini. Mozart tak mj. skládá slavnou árii Figara z Lazebníka sevilského. Později je již Mozart skládáním oper za Rossiniho vyčerpán a vzpomíná na své příbuzné, kteří se domnívají, že je mrtev. Když Mozart dokončí poslední Rossiniho operu Vilem Tell a umírá, ten již není schopen sám nic nového složit, neboť se v Mozartových poznámkách nevyzná a chybí mu Mozartův talent. Rozhodně se tak, že se bude věnovat své celoživotní vášni - vaření. Je dokonce tak dobrý, že za ním přichází neznámý návštěvník a nabízí mu, že když bude vařit pod jeho jménem, zaplatí za něj dluhy. Rossini ho však vyhodí.    